# (2707) Ueferji
(2707) Ueferji (1981 QS3; 1927 CE; 1950 EK; 1953 TY1; 1971 YF; 1972 BS; 1973 GX; 1976 UD3; 1977 UH; 1979 GT; 1979 HQ3) ist ein ungefähr 26 Kilometer großer Asteroid des äußeren Hauptgürtels, der am 28. August 1981 vom belgischen Astronomen Henri Debehogne am La-Silla-Observatorium auf dem La Silla in La Higuera in Chile (IAU-Code 809) entdeckt wurde.

## Benennung
(2707) Ueferji wurde nach der Universidade Federal do Rio de Janeiro benannt, die durch das Valongo-Observatorium die Forschungen an Asteroiden unterstützt.